# Список министров обороны Итальянской Республики
Министерство обороны Италии учреждено указом № 17 временного главы государства от 4 февраля 1947 года путём слияния Военного министерства, Военно-морского министерства и Министерства авиации.
| Министр                    | Партия          | Фото                              | Срок полномочий                     | Правительство                        |
| -------------------------- | --------------- | --------------------------------- | ----------------------------------- | ------------------------------------ |
| Луиджи Гаспаротто          | ДПТ             |                                   | 4 февраля 1947 — 1 июня 1947        | Правительство Де Гаспери (третье)    |
| Марио Чинголани            | ХДП             |                                   | 1 июня 1947 — 15 декабря 1947       | Правительство Де Гаспери (четвёртое) |
| Чиприано Факкинетти        | ИРП             |                                   | 15 декабря 1947 — 24 мая 1948       | Правительство Де Гаспери (четвёртое) |
| Рандольфо Паччарди         | ИРП             |                                   | 23 мая 1948 — 14 января 1950        | Правительство Де Гаспери (пятое)     |
| Рандольфо Паччарди         | ИРП             | 27 января 1950 — 19 июля 1951     | Правительство Де Гаспери (шестое)   |                                      |
| Рандольфо Паччарди         | ИРП             | 26 июля 1951 — 7 июля 1953        | Правительство Де Гаспери (седьмое)  |                                      |
| Джузеппе Кодаччи-Пизанелли | ХДП             |                                   | 16 июля 1953 — 2 августа 1953       | Правительство Де Гаспери (восьмое)   |
| Паоло Эмилио Тавиани       | ХДП             |                                   | 17 августа 1953 — 12 января 1954    | Правительство Пеллы                  |
| Паоло Эмилио Тавиани       | ХДП             | 18 января 1954 — 8 февраля 1954   | Правительство Фанфани (первое)      |                                      |
| Паоло Эмилио Тавиани       | ХДП             | 10 февраля 1954 — 2 июля 1955     | Правительство Шельбы                |                                      |
| Паоло Эмилио Тавиани       | ХДП             | 6 июля 1955 — 15 мая 1957         | Правительство Сеньи (первое)        |                                      |
| Паоло Эмилио Тавиани       | ХДП             | 19 мая 1957 — 1 июля 1958         | Правительство Дзоли                 |                                      |
| Антонио Сеньи              | ХДП             |                                   | 1 июля 1958 — 15 февраля 1959       | Правительство Фанфани (второе)       |
| Джулио Андреотти           | ХДП             |                                   | 15 февраля 1959 — 25 марта 1960     | Правительство Сеньи (второе)         |
| Джулио Андреотти           | ХДП             | 25 марта 1960 — 26 июля 1960      | Правительство Тамброни              |                                      |
| Джулио Андреотти           | ХДП             | 26 июля 1960 — 21 февраля 1962    | Правительство Фанфани (третье)      |                                      |
| Джулио Андреотти           | ХДП             | 21 февраля 1962 — 21 июня 1963    | Правительство Фанфани (четвёртое)   |                                      |
| Джулио Андреотти           | ХДП             | 21 июня 1963 — 4 декабря 1963     | Правительство Леоне (первое)        |                                      |
| Джулио Андреотти           | ХДП             | 4 декабря 1963 — 22 июля 1964     | Правительство Моро (первое)         |                                      |
| Джулио Андреотти           | ХДП             | 22 июля 1964 — 23 февраля 1966    | Правительство Моро (второе)         |                                      |
| Роберто Тремеллони         | ИДСП            |                                   | 23 февраля 1966 — 24 июня 1968      | Правительство Моро (третье)          |
| Луиджи Гуи                 | ХДП             |                                   | 24 июня 1968 — 12 декабря 1968      | Правительство Леоне (второе)         |
| Луиджи Гуи                 | ХДП             | 12 декабря 1968 — 5 августа 1969  | Правительство Румора (первое)       |                                      |
| Луиджи Гуи                 | ХДП             | 5 августа 1969 — 23 марта 1970    | Правительство Румора (второе)       |                                      |
| Марио Танасси              | ИДСП            |                                   | 27 марта 1970 — 6 августа 1970      | Правительство Румора (третье)        |
| Марио Танасси              | ИДСП            | 6 августа 1970 — 17 февраля 1972  | Правительство Коломбо               |                                      |
| Франко Рестиво             | ХДП             |                                   | 17 февраля 1972 — 26 июня 1972      | Правительство Андреотти (первое)     |
| Марио Танасси              | ИДСП            |                                   | 26 июня 1972 — 7 июля 1973          | Правительство Андреотти (второе)     |
| Марио Танасси              | ИДСП            | 7 июля 1973 — 14 марта 1974       | Правительство Румора (четвёртое)    |                                      |
| Джулио Андреотти           | ХДП             |                                   | 14 марта 1974 — 23 ноября 1974      | Правительство Румора (пятое)         |
| Арнальдо Форлани           | ХДП             |                                   | 23 ноября 1974 −12 февраля 1976     | Правительство Моро (четвёртое)       |
| Арнальдо Форлани           | ХДП             | 12 февраля 1976 — 29 июля 1976    | Правительство Моро (пятое)          |                                      |
| Вито Латтанцио             | ХДП             |                                   | 29 июля 1976 — 18 сентября 1977     | Правительство Андреотти (третье)     |
| Аттилио Руффини            | ХДП             |                                   | 18 сентября 1977 — 11 марта 1978    | Правительство Андреотти (третье)     |
| Аттилио Руффини            | ХДП             | 11 марта 1978 — 20 марта 1979     | Правительство Андреотти (четвёртое) |                                      |
| Аттилио Руффини            | ХДП             | 20 марта 1979 — 4 августа 1979    | Правительство Андреотти (пятое)     |                                      |
| Аттилио Руффини            | ХДП             | 4 августа 1979 — 14 января 1980   | Правительство Коссиги (первое)      |                                      |
| Адольфо Сарти              | ХДП             |                                   | Правительство Коссиги (первое)      | 14 января 1980 — 4 апреля 1980       |
| Лелио Лагорио              | ИСП             |                                   | 4 апреля 1980 — 18 октября 1980     | Правительство Коссиги (второе)       |
| Лелио Лагорио              | ИСП             | 18 октября 1980 — 26 июня 1981    | Правительство Форлани               |                                      |
| Лелио Лагорио              | ИСП             | 28 июня 1981 — 23 августа 1982    | Правительство Спадолини (первое)    |                                      |
| Лелио Лагорио              | ИСП             | 23 августа 1982 — 1 декабря 1982  | Правительство Спадолини (второе)    |                                      |
| Лелио Лагорио              | ИСП             | 1 декабря 1982 — 4 августа 1983   | Правительство Фанфани (пятое)       |                                      |
| Джованни Спадолини         | ИРП             |                                   | 4 августа 1983 — 1 августа 1986     | Правительство Кракси (первое)        |
| Джованни Спадолини         | ИРП             | 1 августа 1986 — 17 апреля 1987   | Правительство Кракси (второе)       |                                      |
| Ремо Гаспари               | ХДП             |                                   | 17 апреля 1987 — 28 июля 1987       | Правительство Фанфани (пятое)        |
| Валерио Дзаноне            | ИЛП             |                                   | 28 июля 1987 — 13 апреля 1988       | Правительство Гориа                  |
| Валерио Дзаноне            | ИЛП             | 13 апреля 1988 — 22 июля 1989     | Правительство Де Миты               |                                      |
| Мино Мартинаццоли          | ХДП             |                                   | 22 июля 1989 — 27 июля 1990         | Правительство Андреотти (шестое)     |
| Вирджинио Роньони          | ХДП             |                                   | 27 июля 1990 — 12 апреля 1991       | Правительство Андреотти (шестое)     |
| Вирджинио Роньони          | ХДП             | 12 апреля 1991 — 28 июня 1992     | Правительство Андреотти (седьмое)   |                                      |
| Сальво Андо                | ИСП             |                                   | 28 июня 1992 — 28 апреля 1993       | Правительство Амато (первое)         |
| Фабио Фаббри               | ИСП             |                                   | 28 апреля 1993 — 10 мая 1994        | Правительство Чампи                  |
| Чезаре Превити             | ВИ              |                                   | 10 мая 1994 — 17 января 1995        | Правительство Берлускони (первое)    |
| Доменико Корчоне           | Военнослужащий  |                                   | 17 января 1995 — 17 мая 1996        | Правительство Дини                   |
| Беньямино Андреатта        | ИНП             |                                   | 17 мая 1996 — 21 октября 1998       | Правительство Проди (первое)         |
| Карло Сконьямильо          | ДСР             |                                   | 21 октября 1998 — 22 декабря 1999   | Правительство Д’Алема (первое)       |
| Серджо Маттарелла          | ИНП             |                                   | 22 декабря 1999 — 25 апреля 2000    | Правительство Д’Алема (второе)       |
| Серджо Маттарелла          | ИНП             | 25 апреля 2000 — 11 июня 2001     | Правительство Амато (второе)        |                                      |
| Антонио Мартино            | ВИ              |                                   | 11 июня 2001 — 23 апреля 2005       | Правительство Берлускони (второе)    |
| Антонио Мартино            | ВИ              | 23 апреля 2005 — 17 мая 2006      | Правительство Берлускони (третье)   |                                      |
| Артуро Паризи              | «Маргаритка»-ДП |                                   | 17 мая 2006 — 8 мая 2008            | Правительство Проди (второе)         |
| Иньяцио Ла Русса           | НС              |                                   | 8 мая 2008 — 16 ноября 2011         | Правительство Берлускони (четвёртое) |
| Джампаоло Ди Паола         | Военнослужащий  |                                   | 16 ноября 2011 — 27 апреля 2013     | Правительство Монти                  |
| Марио Мауро                | ГВ-ПИ           |                                   | 27 апреля 2013 — 22 февраля 2014    | Правительство Летта                  |
| Роберта Пинотти            | ДП              |                                   | 22 февраля 2014 — 12 декабря 2016   | Правительство Ренци                  |
| Роберта Пинотти            | ДП              | 12 декабря 2016 — 1 июня 2018     | Правительство Джентилони            |                                      |
| Элизабетта Трента          | Д5З             |                                   | 1 июня 2018 — 5 сентября 2019       | Правительство Конте (первое)         |
| Лоренцо Гуэрини            | ДП              |                                   | 5 сентября 2019 — 13 февраля 2021   | Правительство Конте (второе)         |
| Лоренцо Гуэрини            | ДП              | 13 февраля 2021 — 22 октября 2022 | Правительство Драги                 |                                      |
| Гвидо Крозетто             | БИ              |                                   | с 22 октября 2022                   | Правительство Мелони                 |